# مؤسسة كارنيغي للسلام الدولي

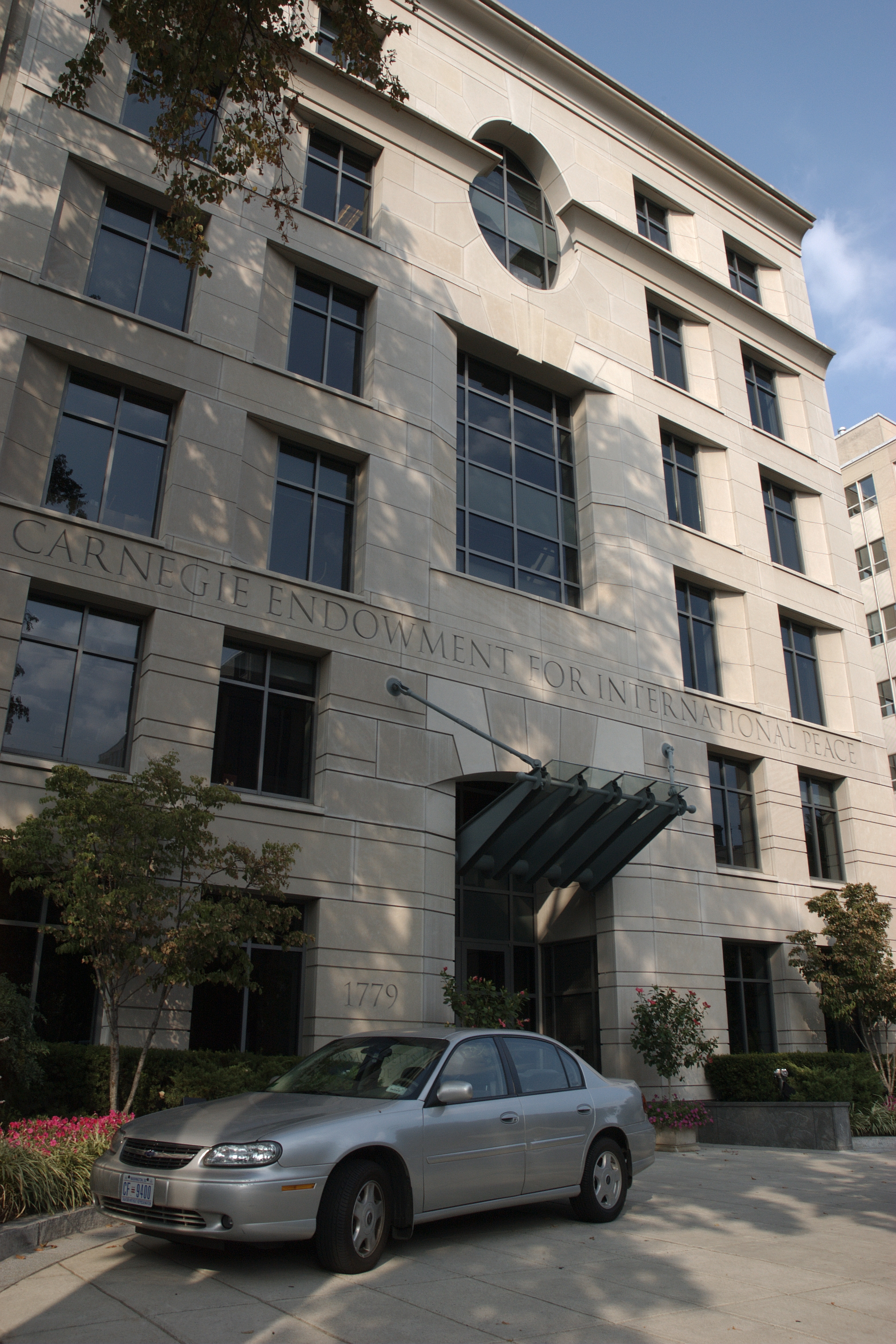
المقر الرئيسي بواشنطون العاصمة

مؤسسة كارنيغي للسلام الدولي (بالإنجليزية: Carnegie Endowment for International Peace) مؤسسة خاصة غير ربحية مكرسة لتعزيز التعاون بين الدول وترويج التزام الولايات المتحدة الفاعل على الساحة الدولية. أسّسها أندرو كارنغي عام 1910 كمؤسسة غير حزبية.

## الأهداف

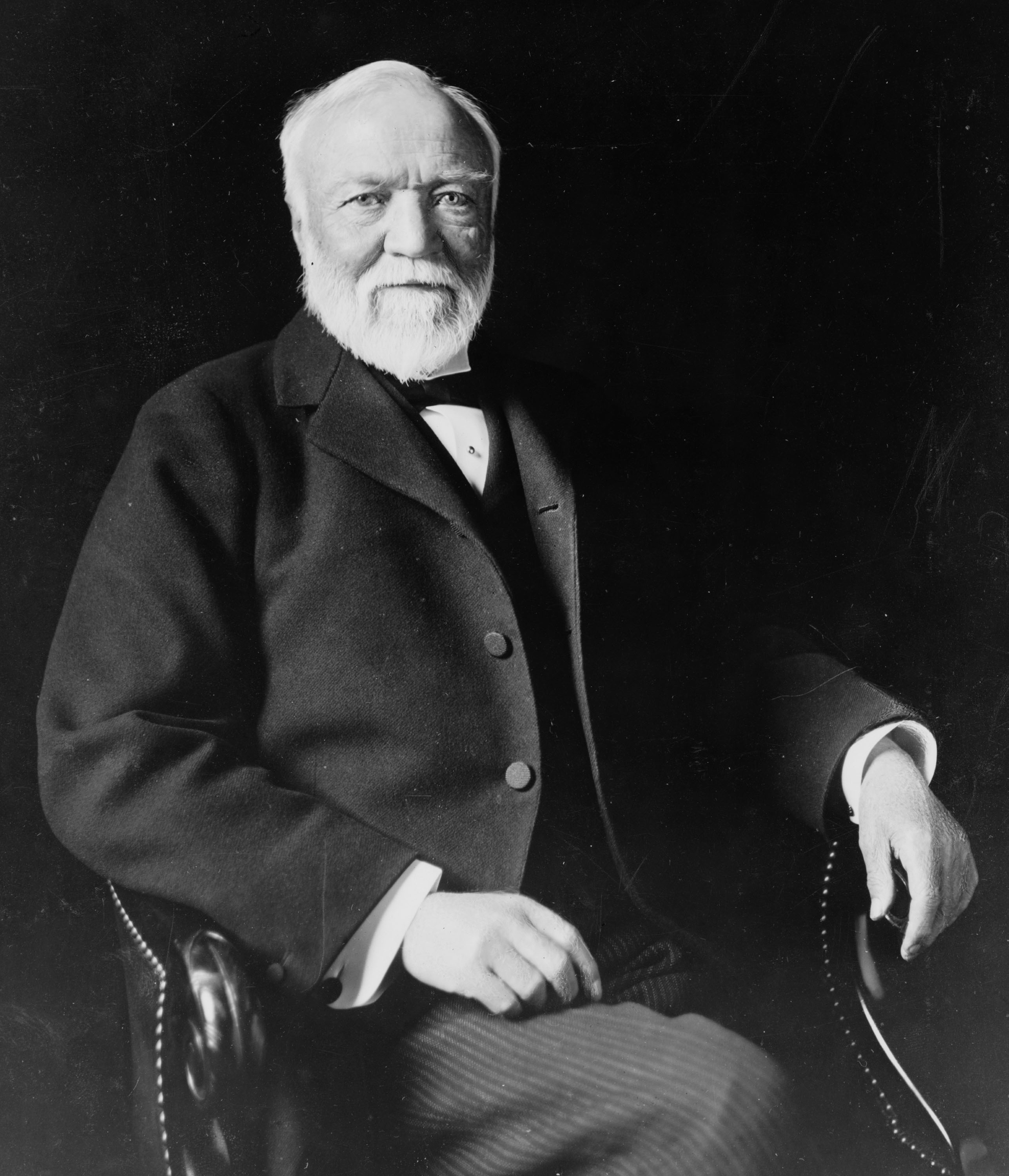
رجل الصناعة والمحسن أندرو كارنيجي عام 1913.

تعمل مؤسسة كارنيغي للسلام الدولي على تحقيق نتائج عمليّة. من خلال الأبحاث والمنشورات وعقد الاجتماعات، وأحياناً إنشاء مؤسّسات جديدة وشبكات دولية، يصوغ الباحثون في المؤسسة مقاربات جديدة حول السياسات. تشمل اهتماماتهم مختلف المناطق الجغرافيّة والعلاقات بين الحكومات والأعمال والمنظّمات الدولية والمجتمع الأهلي مع التركيز على القوى الاقتصادية والسياسية والتكنولوجية التي تحرّك التغيير العالمي ولها في ذلك عدة برامج من بينها:

### برنامج الديمقراطية وسيادة القانون
تشكل جهود دعم الديمقراطية في الخارج فكرة مركزية في السياسة الخارجية الأميركية، خصوصاً في ضوء اهتمامها الجديد بقضية التغير الديمقراطي في الشرق الأوسط. وواقع الأمر أن البحث عن طرق فعالة يمكن بها للولايات المتحدة أن تدعم التغير الديمقراطي في العالم وتخلق في صفوفها توازن بين مصالحها الاقتصادية والأمنية من جهة والديمقراطية من جهة أخرى يشكل تحدياً كبيراً في الحلقة الراهنة.
في هذا السياق يشكل مشروع الديمقراطية وسيادة القانون بمؤسسة كارنيغي للسلام الدولي مصدراً رائداً للأبحاث والمقالات والتحليلات الموضوعية حول التغير السياسي في أقاليم العالم المختلفة. يقوم الباحثون بالمشروع بالبحث في جهود الولايات المتحدة وغيرها من الأطراف الدولية لدعم الديمقراطية وبطرح وتوفير الأفكار الموضوعية والعملية حيال كيفية انجازها بصورة جدية.
يركز مشروع الديمقراطية وسيادة القانون على المجالات التالية:
1 -  الإصلاح السياسي في الشرق الأوسط:
تفاعلاً مع موجة الاهتمام الهائل بإمكانية التغير الديمقراطي في الشرق الأوسط، يقوم الباحثون بالمشروع بأنشطة تؤدي إلى تطوير رؤى موضوعية حول إمكانيات الإصلاح في المنطقة وكيف يمكن للولايات المتحدة ولكافة الأطراف الدولية أن تقدم إسهامات إيجابية في هذا الصدد. تتضمن هذه الأنشطة:
- إطلاق مبادرة خاصة تدرس مسألة مشاركة الإسلاميين في الحياة السياسية؛
- تنظيم سلسلة من الدراسات تشخص الإصلاحات الجوهرية التي ينبغي حدوثها في الدول العربية المختلفة من أجل دفع التحول الديمقراطي إلى الأمام؛
- إصدار نشرة باللغة العربية والإنجليزية بعنوان "نشرة الإصلاح العربي"، وهي نشرة إلكترونية شهرية تعمل على تقييم التطورات السياسية في المنطقة؛
- عقد وُرش عمل مع مراكز أبحاث في العالم العربي وأوروبا من أجل دفع الحوار حول قضايا الإصلاح السياسي.

2 - إعادة بناء مؤسسات الدولة العصرية:
يحاول المجتمع الدولي مساعدة تلك الدول التي أخفقت أبنيتها السياسية والاقتصادية على نحو أوجد أزمات عميقة مستمرة. ويقوم العاملون في المشروع بدراسة نتائج هذه الجهود في أنحاء مختلفة من العالم وانعكاسات هذه التجارب على حالات مثل العراق وأفغانستان.
3 - تطور الأحزاب السياسية:
لقد ثبت أن تطور الأحزاب السياسية من أكثر الجوانب تعقيداً لمحاولات التحول الديمقراطي في العديد من دول العالم. ويتم في هذا الإطار النظر في طرق وإستراتيجيات لمساعدة في بناء أحزاب سياسية فعالة وتطويرها.
4 - الإدارة الأميركية ودعم الديمقراطية العالمية:
لقد أدت الحرب على الإرهاب إلى رفع مستوى الاهتمام الأميركي بدعم الديمقراطية في عدد من الدول، مفرضة في الوقت ذاته ضغوطاً على الولايات المتحدة لزيادة تعاونها الاستراتيجي والأمني مع العديد من الدول التي تقودها حكومات غير ديمقراطية على نحو أنتج عدداً من التناقضات في الخطاب والمواقف. ويحلل العاملون في المشروع السياسة الأميركية في بعض مناطق العالم لتقييم الوضع العام للجهود الأميركية لدعم الديمقراطية.
5 - سيادة القانون:
تحظى الجهود الهادفة إلى نشر مبادئ سيادة القانون في العالم باهتمام متزايد في الحلقة الراهنة، إلا أن التقييم الموضوعي لنتائجها العملية ما يزال غائباً إلى حد كبير. في هذا الصدد يتم البحث في عدد من القضايا المرتبطة من خلال باحثين ومختصين وعبر مجموعات للدراسة وغيرها من الأنشطة.

### مشروع كارنيغي للشرق الأوسط
مشروع كارنيغي للشرق الأوسط تأسس في 2002 من أجل تقديم وجهات نظر تحليلية وفهم مقارن واسع لكيفية حدوث التحولات السياسية وخبرة إقليمية عميقة للتأثير على مسألة التطور السياسي في العالم العربي. أصبح المشروع معروفا بتحليلاته المبنية على الفهم العميق الخالي من التصورات الأيديولوجية المسبقة. كوّن المشروع شبكة عالمية من باحثين وصحافيين ومؤسسات، وبالذات في الشرق الأوسط.
أهداف مشروع الشرق الأوسط
- بناء فهم أفضل للإصلاح السياسي والاقتصادي في الشرق الأوسط، من خلال تعميق فهم المجتمع السياسي والرأي العام حول التيارات السياسية والأفكار والمناظرات التي من شأنها أن تسرع أو تعرقل مثل هذه الجهود.
- مساعدة الشخصيات السياسية في العالم العربي على فهم التحديات التي تواجههم على المستوى الدولي بشكل أفضل.
- إضافة بُعد مقارن إلى المناظرات والتحليلات (في العالم العربي وكذلك في الولايات المتحدة وأوروبا) الخاصة بالإصلاح في البلاد العربية.
- تطوير برنامج أبحاث يعتمد على التعاون مع باحثين ومؤسسات في العالم العربي، أوروبا، روسيا، الصين والولايات المتحدة بهدف إشراك أصوات محورية في حوارات تعتمد المنهج الفكريّ.
- تطوير برنامج تدريبي في بيروت للباحثين الصغار من الشرق الأوسط، مبنيا على شاكلة برامج كارنيغي الناجحة في واشنطن وموسكو، يتم تصميمه خصيصاً لتلبية احتياجات وظروف المنطقة.

العناصر المحورية لعمل مشروع الشرق الأوسط
- نوعية جديدة من الأبحاث من تأليف باحثي المؤسسة ومعاونين من مؤسسات أخرى، تتضمن قراءات تحليلية لقضايا رئيسية تهم المنطقة.
- نشرة الإصلاح العربي وهي نشرة إلكترونية شهريّة تُحلّل التطوّرات السياسية الآنيّة في الشرق الأوسط بدقّة وموضوعيّة.
- ولتكميل دور مشروع الشرق الأوسط، تقوم المؤسسة بطرح أداة فريدة في انتشارها الأوسع بإصدار مجلّة «السياسة الخارجية»، وهي من المجلاّت الرائدة في العالم التي تُعنى بالسياسة والاقتصاد الدوليَّين، وتصل إلى القرّاء في أكثر من 120 بلداً وبلغات عدّة.
- لقاءات في واشنطن، الشرق الأوسط وأوروبا تجمع لاعبين رئيسيين للتناظر والنقاش في دوائر مختلفة مثل مجموعات عمل صغيرة وحلقات دراسية ومؤتمرات.
- باحثون زائرون لواشنطن يزودون النقاشات السياسية الأمريكية بوجهات نظر نابعة من المنطقة.
- شراكات دولية – في 2006 طورت كارنيغي عدد متزايد من النشاطات المشتركة مع معاهد بحثية في الشرق الأوسط. هذه الشراكات الإقليمية ستستمر وستتسع أكثر من خلال مركز كارنيغي للشرق الأوسط الجديد بيروت.

## مكاتب المؤسسة حول العالم
للمؤسسة خمسة مكاتب حول العالم في:
- واشنطن
- موسكو
- بيكين
- بيروت
- بروكسيل

### مركز كارنيغي للشرق الأوسط (مكتب بيروت)
يضم «مركز كارنيغي للشرق الأوسط»، الذي أسسته في العام 2006 مؤسسة «كارنيغي للسلام الدولي»، مجموعة من الخبراء في السياسة العامة وهو يشكّل مركز أبحاث مقره بيروت في لبنان. ويُعنى المركز بالتحديات التي تواجه التنمية والإصلاح الاقتصاديين والسياسيين في الشرق الأوسط والعالم العربي وهو يضم كوكبة من كبار الباحثين في المنطقة من الذين يتابعون أبحاث معمقة حول القضايا الحيوية التي تواجه دول المنطقة وشعوبها، ويسعى المركز إلى إلقاء الضوء على عملية التغيير السياسي في العالم العربي والشرق الأوسط ومواكبة الأحداث الجارية وزيادة فهم القضايا الاقتصادية والأمنية المعقدة المطروحة والتي تؤثر في حاضر ومستقبل هذه المنطقة من العالم.
ويقوم عمل المركز على إجراء أبحاث مبنية على التجربة العملية وقوامها الملاحظة والاختبار وتتعلق بعدد من المواضيع السياسية والاجتماعية الاقتصادية الرئيسة. وتتوجه هذه الدراسات إلى جمهور واسع يضم صانعي السياسة وأصحاب المهن الحرة والإعلاميين في العالم العربي ومنطقة الشرق الأوسط وأوروبا والولايات المتحدة وروسيا والصين، فضلاً عن العاملين في منظمات المجتمع المدني والمواطنين العاديين في دول الشرق الأوسط الذين من شأنهم الاستفادة من عمل المركز.
أنشئ المركز في خريف سنة 2006 بمبادرة من «مؤسسة كارنيغي للسلام الدولي» الواقع مقرها في واشنطن العاصمة. وتندرج هذه الخطوة في إطار الرؤية الجديدة للمؤسسة الرامية إلى الارتقاء بالمؤسسة لتصبح مركز أبحاث متعدد الجنسيات وتوسيع نطاقه على المستوى العالمي. وقد أتى قرار إنشاء مركز الشرق الأوسط إثر النجاح الكبير الذي عرفه «مركز كارنيغي في موسكو» الذي تأسس في العام 1994، كما تزامن مع مبادرات جديدة أطلقتها مؤسسة كارنيغي في بيجينغ وبروكسيل.
ويشكل «مركز كارنيغي للشرق الأوسط» جزءاً من «برنامج الشرق الأوسط» المعروف وهو سيعتمد على المعايير والمقاربات التي طورها باحثو البرنامج خلال السنوات الماضية. وما من شك بأن عمل المؤسسة اكتسب أهميته من التعاون القائم في إطار مشاريع معينة بين عدد من الباحثين الذين يتوزعون على مراكز كارنيغي في واشنطن وموسكو وبكين، فضلاً عن مجموعة كبيرة من مراكز الأبحاث في الشرق الأوسط وأوروبا ما يمنح ثقلاً إضافياً لعمل المركز. وتقدم هذه المقاربة الرفيعة لصانعي القرار وأصحاب المهن والناشطين في الدول كافة دراسات تحليلية وتوصيات ترتكز على معلومات معمقة تستند إلى وجهات نظر وآراء مستقاة من مصادر موثوقة في المنطقة، ما يعزز إمكانية مواجهة التحديات المحورية في المنطقة بشكل فعال.
وتعمل مؤسسة كارنيغي حالياً على إنشاء مجلس استشاري لمركز الشرق الأوسط يضم شخصيات وطنية ودولية مرموقة من مختلف دول المنطقة وناشطة في مجالات السياسة والأعمال والمجتمع المدني. وسيعنى المجلس بتقديم المشورة والدعم للمركز.

### وصلات خارجية
- مؤسسة كارنيغي للسلام الدولي